# Bill Damaschke

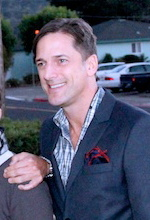
Bill Damaschke (2012)

Bill Damaschke (* 20. November 1963 in Chicago) ist ein amerikanischer Filmproduzent.
Damaschke ist der frühere Präsident für Animation und Familienunterhaltung bei Skydance Media.

## Leben
Bill Damaschke wuchs als erstes von sieben Kindern in Chicago auf. Dort besuchte er die katholische St.-Bruno-Grundschule und die Argo-Community-High-School und graduierte schließlich an der Schule für Theaterkunst der Illinois Wesleyan University.
Zunächst verfolgte Damaschke eine Musical-Theaterkarriere und arbeitete an Godspell in New York mit. Seine Arbeit führte ihn 1994 nach Los Angeles, wo er als Produktionsassistent an Disneys Pocahontas beteiligt war. 1995 wechselte er zu DreamWorks und arbeitete dort ebenfalls als Produktionsassistent an Der Prinz von Ägypten mit. Er arbeitete sich hoch und wurde 1999 Head of Creative Production und 2005 Head of Creative Production and Development. Damaschke produzierte den 2005 Oscar-nominierten Computertrickfilm Große Haie – Kleine Fische (Shark Tale) und war 2006 bei Ab durch die Hecke (Over the Hedge) und 2008 bei Kung Fu Panda als Executive Producer tätig. 2011 wurde er Leiter der Kreativabteilung (CCO) von DreamWorks und damit der Entscheider für alle künstlerischen Entscheidungen. Zugleich war er Präsident von DreamWorks Live Theatricals, wo das preisgekrönte, aber finanziell belanglose Musical Shrek the Musical entstand. Im Jahr 2013 nannte ihn die New York Times einen der wichtigsten Manager der Filmindustrie.
Im Januar 2015 trat Damaschke von der CCO-Position bei DreamWorks ab. Im Oktober 2017 wurde er Präsident für Animation und Familienunterhaltung bei Skydance Media.
Damaschke lebt mit seinem Partner John McIlwee, einem Top-Manager in Hollywood, in Hollywood Hills.

## Filmografie
- 2020: The Prom